# Kordillerenbekassine

Verbreitungsgebiet des Kordillerenbekassine

Die Kordillerenbekassine (Gallinago stricklandii), Syn. Scolopax stricklandii ist eine Vogelart aus der Familie der Schnepfenvögel (Scolopacidae).
Die Art wurde öfter als konspezifisch mit der Andenbekassine (G. jamesoni) angesehen und als Gallinago stricklandii jamesoni bezeichnet.
Der Vogel kommt in den südlichen Anden von Chile und Argentinien nach Süden bis Feuerland vor.
Der Lebensraum umfasst mit Gras oder Wald bewachsene Moorgebiete mit niedrigem Buschwerk oder Binsen, auch Scheinbuchen, Bambus und Elfenwald bis 800 m Höhe, in Fjordlandschaften und auf kleinen Inseln vor.
Der Artzusatz bezieht sich auf Hugh Edwin Strickland.

## Merkmale
Die Art ist 29–35 cm groß. Sie ist dunkel und rotbraun, erinnert an Waldschnepfen (Scolopax) mit breiten gerundeten Flügeln, einem kleinen unscheinbaren Kehlfleck, der Bauch ist ungebändert gelbbraun. Wie die Andenbekassine (G. jamesoni) und die Kaiserbekassine (G. imperialis) fehlen ihr die deutlichen hellen Längsstreifen an Kopf und Oberseite, die für andere Bekassinen typisch sind. Die Iris ist dunkel, der Schnabel grau, zur fast schwarzen Spitze hin dunkler werdend. Die Beine sind oliv-gelb bis hell gelblich.
Die Geschlechter unterscheiden sich nicht. Bei Jungvögel haben die Federn am Rücken und an den Schultern schmale hellgelbbraune Ränder.
Die Art unterscheidet sich von der sehr ähnlichen Andenbekassine durch kräftigere gelbbraune Färbung der Unterseite.

## Geografische Variation
Die Art ist monotypisch.

## Stimme
Die Lautäußerungen während nächtlicher Balz werden als Folge von wiederholten „chip“- oder „cheep“-Lauten beschrieben, auch als durchdringendes „char-woo“ zusätzlich zu mit den Schwanzfedern erzeugten Trommelgeräuschen. Das Ganze ähnelt dem Verhalten der Andenbekassine.

## Lebensweise
Die Art ist ein Standvogel, lediglich im äußersten Süden (Feuerland) zieht sie nach Norden (Chile) im Winter.
Über die Nahrung ist wenig bekannt, sie besteht auch aus Käfern, die Art ist nachtaktiv, auch bei der Nahrungssuche.
Die Brutzeit dürfte um den Dezember herum liegen. Das Nest befindet sich auf einem erhöhten kleinen Hügel mit etwas Gras. Das  Gelege besteht aus zwei dunkel oliv-gelbbraun bis zimtfarben gepunkteten Eiern. Das Küken hat weiße Flecken und ähnelt dem der Andenbekassine (G. jamesoni).

## Gefährdungssituation
Der Bestand gilt als „potentiell gefährdet“ (Near Threatened) wegen geringer bekannter Population.